# Мшчиславско войводство
Мшчиславското войводство (на полски: Województwo mścisławskie, на латински: Palatinatus Mscislaviensis) е административно-териториална единица в състава на Великото литовско княжество и Жечпосполита. Административен център е град Мшчислав.
Войводството е организирано по време на управлението на крал Зигмунт II Август (1548 – 1572), като резултат от преобразуването на Мшчиславското княжество. Територията му не е разделена на повяти. В Сейма на Жечпосполита е представено от двама сенатори (войводата и кастелана) и двама депутати.
В резултат на първата подялба на Жечпосполита през 1772 година войводството е анексирано от Руската империя.